# アンジェロ・スサニ
アンジェロ・スサニ（Angelo Susani、1922年 - 2017年）は、1960年代から1990年代にかけて映画に出演したイタリアの助演男優。アクション物への出演が多く、善悪問わず演じた。

## 来歴
マカロニ・ウエスタンの悪役では、1967年の『新・夕陽のガンマン/復讐の旅』に於ける仇敵の1人であるホセ・トーレス扮するペドロの弟パコ役が印象的である。但し、日本での公開当時のプレスリリースやパンフレットでは別の役で出演していたアーチー・サヴェージがこの役だったと誤記されている。

## フィルモグラフィ
- 復讐のガンマン - 1966年
- 怒りの荒野 - 1967年
- 脱獄の用心棒 - 1968年、未公開、テレビ放映
- 死刑執行 - 1968年、未ソフト化
- 西部悪人伝 - 1969年
- 五人の軍隊 - 1969年
- 栄光の戦場 - 1969年
- 十字架の長い列 - 1969年、未公開、DVD
- シャンゴ - 1969年、未ソフト化
- 皆殺しのガンファイター/1対30 - 1971年、未公開、テレビ放映
- ザ・アウトロー/風来坊2 - 1971年、未公開、テレビ放映
- 新・さすらいの用心棒/ベン&チャーリー - 1971年、未公開、テレビ放映
- 怒りのガンマン/銀山の大虐殺 - 1972年、未公開、テレビ放映
- 大いなる宝探し - 1972年、未ソフト化
- 荒野のドラゴン - 1973年
- 帰って来た上海ジョー - 1974年、未ソフト化
- ハチェット無頼 - 1977年、未公開、DVD

クレジットに名の無い作品含む。